# 程并强
程并强（1960年—），江苏丰县人，汉族，中华人民共和国政治人物、第十二届全国人民代表大会四川地区代表。

## 生平
加入中国共产党。2013年，担任全国人大代表。2018年2月24日，当选为第十三届全国人大代表。